# Оберштауфен
Оберштауфен (њем. Oberstaufen) град је у њемачкој савезној држави Баварска. Једно је од 28 општинских средишта округа Обералгој. Према процјени из 2010. у граду је живјело 7.211 становника. Посједује регионалну шифру (AGS) 9780132.

## Географски и демографски подаци
Оберштауфен се налази у савезној држави Баварска у округу Обералгој. Град се налази на надморској висини од 791 метра. Површина општине износи 125,9 km². У самом граду је, према процјени из 2010. године, живјело 7.211 становника. Просјечна густина становништва износи 57 становника/km².

## Међународна сарадња
| Мјесто | Држава | Врста сарадње | Од    |
| ------ | ------ | ------------- | ----- |
|        | Чешка  | контакт       | 2000. |
|        | Чешка  | партнерство   | 1986. |
| Извор  |        |               |       |